# Associazione Calcio Milan 1954-1955
Questa voce raccoglie le informazioni riguardanti l'Associazione Calcio Milan nelle competizioni ufficiali della stagione 1954-1955.

## Stagione

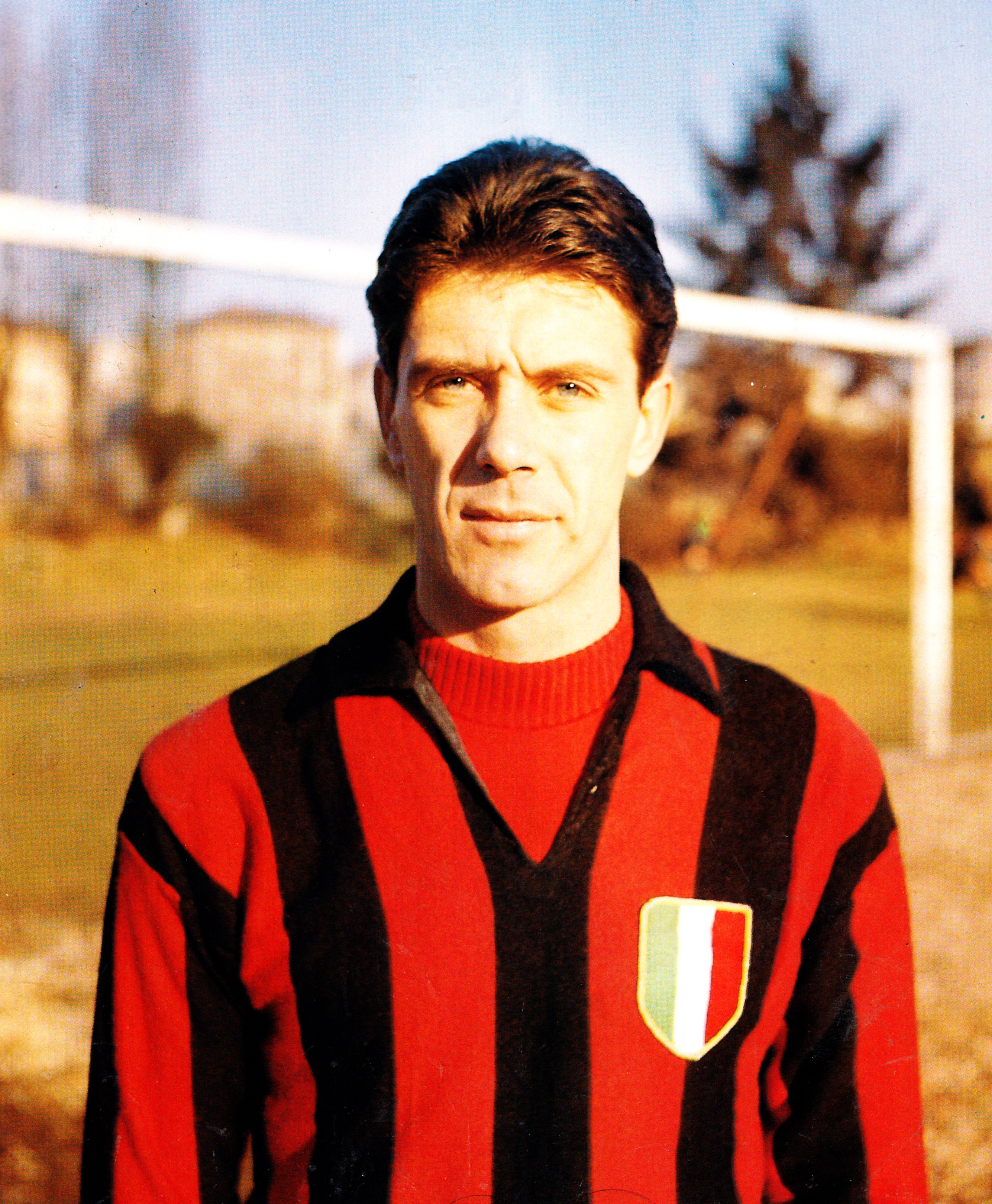
Il terzino Cesare Maldini, neoacquisto dalla.

Nel 1954 Andrea Rizzoli succede a Umberto Trabattoni al timone della società. In questa stagione i rossoneri conquistano il loro quinto titolo di campioni d'Italia. Il club rimane in vetta per tutte le 34 giornate, si impone come miglior attacco e miglior difesa e porta per l'ennesima volta (la quinta in sei anni) lo svedese Gunnar Nordahl sul trono dei cannonieri della Serie A, con 27 reti. Fondamentale la campagna acquisti condotta dal presidente Andrea Rizzoli, che ingaggia giocatori come il campione del mondo Juan Alberto Schiaffino, Eduardo Ricagni e Cesare Maldini.
In campionato il Milan si impone subito con sette vittorie consecutive staccando gli avversari. Dopo la vittoria sul Novara alla decima giornata, i rossoneri possono vantare sei punti di vantaggio sulle seconde, Fiorentina e Juventus; dopo un tentativo di avvicinamento da parte dei bianconeri, è il Bologna a tentare l'aggancio, ma il 30 gennaio 1955 il Milan diventa campione d'inverno con quattro punti sulla seconda. Il girone di ritorno inizia con i rossoneri, che perdono le prime due gare contro Triestina e Sampdoria. Il Bologna arriva così a -1.

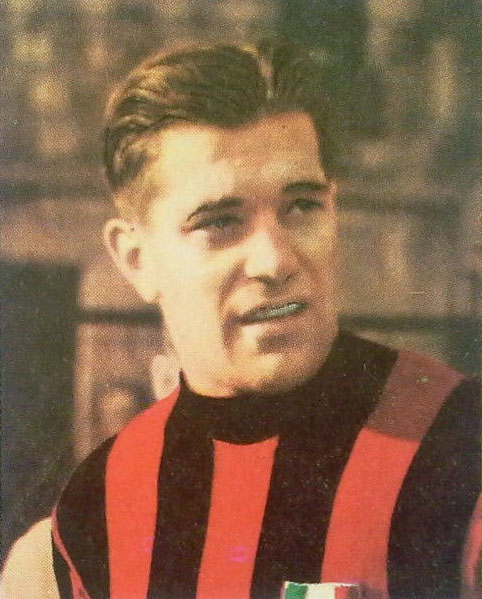
Gunnar Nordahl, miglior marcatore del campionato con 27 reti.

A febbraio Béla Guttmann viene sostituito in panchina da Héctor Puricelli nonostante il primo posto in classifica. I Diavoli riprendono la marcia e alla ventitreesima giornata distanziano di sei punti i rossoblù. In seguito perdono in casa contro la Roma: tra le inseguitrici ne approfitta solo l'Udinese, che il 1º maggio vince lo scontro diretto e si avvicina ai rossoneri. È però in questo frangente che i friulani ottengono solo due pareggi contro Pro Patria e Novara. Il Milan può così riprendere il suo cammino: battuta a San Siro la Juventus per 3-1 e sconfitto in trasferta il Genoa 8-0 (risultato che ad oggi rappresenta il più ampio successo esterno in Serie A), i rossoneri si cuciono il tricolore sulla maglia con un turno di anticipo, il 12 giugno, battendo la Spal a per 6-0. Alla fine sono 4 i punti di vantaggio sulla seconda classificata Udinese che verrà retrocessa per illecito sportivo.
La vittoria del campionato dà anche al Milan il diritto di accedere alla prima edizione assoluta della Coppa dei Campioni che prenderà il via nella stagione seguente. A Parigi, in giugno, si svolge inoltre la sesta edizione della Coppa Latina. I rossoneri vengono sconfitti nelle semifinali dallo Stade Reims e vincono la finale per il 3º posto contro il Belenenses grazie ai gol di Ricagni e Nordahl.

## Divise
| Casa | Trasferta |

## Organigramma societario
Area direttiva
- Presidente: Andrea Rizzoli
- Vice presidente: Gian Gerolamo Carraro

Area tecnica
- Allenatore: Béla Guttmann, poi
Héctor Puricelli
- Allenatore in seconda: Bruno Arcari
- Massaggiatori: Mario Ferrario, Guglielmo Zanella

## Rosa
| N. |                   | Ruolo | Calciatore        |
| -- | ----------------- | ----- | ----------------- |
|    | Italia (bandiera) | P     | Lorenzo Buffon    |
|    | Italia (bandiera) | P     | Riccardo Toros    |
|    | Italia (bandiera) | D     | Cesare Maldini    |
|    | Italia (bandiera) | D     | Franco Pedroni    |
|    | Italia (bandiera) | D     | Arturo Silvestri  |
|    | Italia (bandiera) | D     | Francesco Zagatti |
|    | Italia (bandiera) | C     | Eros Beraldo      |
|    | Italia (bandiera) | C     | Mario Bergamaschi |
|    | Italia (bandiera) | C     | Alfio Fontana     |
|    | Svezia (bandiera) | C     | Nils Liedholm     |

| N. |                      | Ruolo | Calciatore                     |
| -- | -------------------- | ----- | ------------------------------ |
|    | Argentina (bandiera) | C     | Eduardo Ricagni                |
|    | Uruguay (bandiera)   | C     | Juan Alberto Schiaffino        |
|    | Italia (bandiera)    | C     | Omero Tognon (capitano)        |
|    | Italia (bandiera)    | C     | Alessandro Vitali              |
|    | Italia (bandiera)    | A     | Amleto Frignani                |
|    | Italia (bandiera)    | A     | Giancarlo Magnavacca           |
|    | Svezia (bandiera)    | A     | Gunnar Nordahl (vice capitano) |
|    | Danimarca (bandiera) | A     | Jørgen Leschly Sørensen        |
|    | Italia (bandiera)    | A     | Valentino Valli                |
|    | Italia (bandiera)    | A     | Albano Vicariotto              |

## Calciomercato
| Acquisti | Acquisti                | Acquisti  | Acquisti |
| R.       | Nome                    | da        | Modalità |
| -------- | ----------------------- | --------- | -------- |
| P        | Renzo Biondani          | Mantova   | -        |
| A        | Giancarlo Magnavacca    | Pro Sesto | -        |
| D        | Cesare Maldini          | Triestina | -        |
| C        | Eduardo Ricagni         | Juventus  | -        |
| C        | Juan Alberto Schiaffino | Peñarol   | -        |
| P        | Riccardo Toros          | Fanfulla  | -        |
| A        | Valentino Valli         | Piombino  | -        |

| Cessioni | Cessioni             | Cessioni | Cessioni |
| R.       | Nome                 | a        | Modalità |
| -------- | -------------------- | -------- | -------- |
| C        | Stelio Darin         | Parma    | -        |
| A        | Giuseppe Galluzzo    | Monza    | -        |
| C        | Enrico Larini        | Siracusa | -        |
| A        | Angelo Longoni       | Lecco    | -        |
| D        | Alvaro Moreno        | Monza    | -        |
| D        | Silvano Moro         | Vicenza  | -        |
| C        | Alberto Piccinini    | Palermo  | -        |
| D        | Giancarlo Pistorello | Monza    | -        |
| A        | Ugo Trabattoni       | Palermo  | -        |

## Risultati

### Serie A

#### Girone di andata
| Arbitro: | Corallo (Lecce) |

|                                                     |           |  |
| Schiaffino 16’, 18’ Ricagni 68’ Liedholm 82’ (rig.) | Marcatori |  |

| Arbitro: | Jonni (Macerata) |

|  |           |                       |
|  | Marcatori | 38’, 60’, 80’ Nordahl |

| Arbitro: | Arpaia (Roma) |

|                                               |           |              |
| Nordahl 47’ Zannier 65’ (aut.) Schiaffino 75’ | Marcatori | 82’ Bassetto |

| Arbitro: | Bellè (Borgotaro) |

|               |           |                                                |
| Spikofski 52’ | Marcatori | 31’ (rig.) Liedholm 66’ Schiaffino 69’ Ricagni |

| Arbitro: | Jonni (Macerata) |

|  |           |                       |
|  | Marcatori | 27’ Valli 86’ Ricagni |

| Arbitro: | Rigato (Mestre) |

|                                                   |           |           |
| Nordahl 23’ Sørensen 81’, 87’ Liedholm 88’ (rig.) | Marcatori | 56’ Buhtz |

| Arbitro: | Orlandini (Roma) |

|                |           |                            |
| Cervellati 13’ | Marcatori | 20’ Schiaffino 67’ Nordahl |

| Arbitro: | Jonni (Macerata) |

|                |           |               |
| Schiaffino 84’ | Marcatori | 46’ Brighenti |

| Arbitro: | Piemonte (Monfalcone) |

|  |           |                            |
|  | Marcatori | 25’ Schiaffino 45’ Nordahl |

| Arbitro: | Bernardi (Bologna) |

|                                         |           |  |
| Schiaffino 15’ Ricagni 39’ Sørensen 46’ | Marcatori |  |

| Arbitro: | Piemonte (Monfalcone) |

|                             |           |              |
| Bortoletto 61’ Giuliano 80’ | Marcatori | 26’ Sørensen |

| Arbitro: | Corallo (Lecce) |

|                          |           |                  |
| Sørensen 21’ Nordahl 83’ | Marcatori | 86’, 90’ Bettini |

| Arbitro: | Bellè (Venezia) |

|                                  |           |  |
| Bergamaschi 58’ Nordahl 64’, 82’ | Marcatori |  |

| Arbitro: | Orlandini (Roma) |

|                                             |           |                                                  |
| Manente 20’ (rig.) Gimona 73’ Boniperti 89’ | Marcatori | 1’ Nordahl 27’ Ricagni 69’ Sørensen 71’ Frignani |

| Arbitro: | Rigato (Mestre) |

|                     |           |                              |
| Schiaffino 31’, 89’ | Marcatori | 8’ Carapellese 73’ Dal Monte |

| Ferrara 23 gennaio 1955 16ª giornata | SPAL                  | 0 – 0 referto | Milan | Comunale (20 000 spett.)\| Arbitro: \| Piemonte (Monfalcone) \| |
| Arbitro:                             | Piemonte (Monfalcone) |               |       |                                                                 |

| Arbitro: | Bellè (Borgotaro) |

|                          |           |  |
| Nordahl 54’ Frignani 66’ | Marcatori |  |

#### Girone di ritorno
| Arbitro: | Jonni (Macerata) |

|                                                  |           |                                      |
| Secchi 13’ Lucentini 43’, 60’ Maldini 51’ (aut.) | Marcatori | 18’ Sørensen 50’ Maldini 85’ Nordahl |

| Arbitro: | Bonetto (Torino) |

|                |           |                              |
| Vicariotto 21’ | Marcatori | 9’ Ronzon 40’ Conti 82’ Mari |

| Arbitro: | Orlandini (Roma) |

|               |           |             |
| Rasmussen 78’ | Marcatori | 83’ Nordahl |

| Arbitro: | Rigato (Mestre) |

|                          |           |  |
| Frignani 78’ Nordahl 81’ | Marcatori |  |

| Arbitro: | Liverani (Torino) |

|              |           |          |
| Liedholm 15’ | Marcatori | 2’ Golin |

| Arbitro: | Jonni (Macerata) |

|                |           |                             |
| Antoniotti 67’ | Marcatori | 11’ Frignani 36’ Schiaffino |

| Milano 20 marzo 1955 24ª giornata | Milan            | 0 – 0 referto | Bologna | San Siro (48 000 spett.)\| Arbitro: \| Jonni (Macerata) \| |
| Arbitro:                          | Jonni (Macerata) |               |         |                                                            |

| Arbitro: | Liverani (Torino) |

|               |           |             |
| Brighenti 49’ | Marcatori | 84’ Nordahl |

| Arbitro: | Jonni (Macerata) |

|                                              |           |  |
| Schiaffino 12’ Nordahl 38’ Sørensen 52’, 66’ | Marcatori |  |

| Arbitro: | Piemonte (Monfalcone) |

|             |           |              |
| Colombi 61’ | Marcatori | 57’ Sørensen |

| Arbitro: | Liverani (Torino) |

|  |           |                                 |
|  | Marcatori | 54’ (rig.) Pandolfini 78’ Galli |

| Arbitro: | Jonni (Macerata) |

|                                         |           |                               |
| Menegotti 46’ Bettini 50’ La Forgia 62’ | Marcatori | 52’ Vicariotto 81’ Schiaffino |

| Arbitro: | Jonni (Macerata) |

|                         |           |                                              |
| Hansen 44’ Bredesen 55’ | Marcatori | 3’ Frignani 45’, 89’ Sørensen 67’ Vicariotto |

| Arbitro: | Maurelli (Roma) |

|                               |           |               |
| Nordahl 40’, 70’ Liedholm 84’ | Marcatori | 26’ Boniperti |

| Arbitro: | Orlandini (Roma) |

|  |           |                                                                          |
|  | Marcatori | 10’, 58’, 68’ Nordahl 17’, 19’ Schiaffino 47’, 64’ Frignani 83’ Liedholm |

| Arbitro: | Bonetto (Torino) |

|                                                            |           |  |
| Nordahl 40’, 59’, 74’, 83’ Sørensen 45’ (rig.) Ricagni 88’ | Marcatori |  |

| Arbitro: | Scaramella (Roma) |

|               |           |             |
| Cavigioli 68’ | Marcatori | 59’ Nordahl |

### Coppa Latina

#### Semifinale
| Arbitro: | Da Costa |

|                                 |           |                            |
| Glovacki 45’, 138’ Templin 100’ | Marcatori | 26’ Sørensen 115’ Liedholm |

#### Finale 3º/4º posto
| Arbitro: | Gardeazabal |

|                              |           |             |
| Ricagni 16’, 73’ Nordahl 83’ | Marcatori | 81’ Matateu |

## Statistiche

### Statistiche di squadra
| Competizione | Punti | In casa | In casa | In casa | In casa | In casa | In casa | In trasferta | In trasferta | In trasferta | In trasferta | In trasferta | In trasferta | Totale | Totale | Totale | Totale | Totale | Totale | DR  |
| Competizione | Punti | G       | V       | N       | P       | Gf      | Gs      | G            | V            | N            | P            | Gf           | Gs           | G      | V      | N      | P      | Gf     | Gs     | DR  |
| ------------ | ----- | ------- | ------- | ------- | ------- | ------- | ------- | ------------ | ------------ | ------------ | ------------ | ------------ | ------------ | ------ | ------ | ------ | ------ | ------ | ------ | --- |
| Serie A      | 48    | 17      | 10      | 5       | 2       | 41      | 14      | 17           | 9            | 5            | 3            | 40           | 21           | 34     | 19     | 10     | 5      | 81     | 35     | +46 |
| Coppa Latina | -     | 1       | 1       | 0       | 0       | 3       | 1       | 1            | 0            | 0            | 1            | 2            | 3            | 2      | 1      | 0      | 1      | 5      | 4      | +1  |
| Totale       | -     | 18      | 11      | 5       | 2       | 44      | 15      | 18           | 9            | 5            | 4            | 42           | 24           | 36     | 20     | 10     | 6      | 86     | 39     | +47 |

### Statistiche dei giocatori
| Giocatore       | Serie A  | Serie A | Coppa Latina | Coppa Latina | Totale   | Totale |
| Giocatore       | Presenze | Reti    | Presenze     | Reti         | Presenze | Reti   |
| --------------- | -------- | ------- | ------------ | ------------ | -------- | ------ |
| E. Beraldo      | 18       | 0       | 2            | 0            | 20       | 0      |
| M. Bergamaschi  | 32       | 1       | 1            | 0            | 33       | 1      |
| L. Buffon       | 32       | -31     | 1            | -3           | 33       | -34    |
| A. Fontana      | 13       | 0       | 0            | 0            | 13       | 0      |
| A. Frignani     | 27       | 7       | 1            | 0            | 28       | 7      |
| N. Liedholm     | 28       | 6       | 1            | 1            | 29       | 7      |
| G. Magnavacca   | 0        | 0       | 0            | 0            | 0        | 0      |
| C. Maldini      | 27       | 1       | 1            | 0            | 28       | 1      |
| G. Nordahl      | 33       | 27      | 2            | 1            | 35       | 28     |
| F. Pedroni      | 10       | 0       | 2            | 0            | 12       | 0      |
| E. Ricagni      | 26       | 6       | 2            | 2            | 28       | 8      |
| J.A. Schiaffino | 27       | 15      | 1            | 0            | 28       | 15     |
| A. Silvestri    | 26       | 0       | 1            | 0            | 27       | 0      |
| J.L. Sørensen   | 30       | 13      | 1            | 1            | 31       | 14     |
| O. Tognon       | 0        | 0       | 1            | 0            | 1        | 0      |
| R. Toros        | 2        | -4      | 1            | -1           | 3        | -5     |
| V. Valli        | 6        | 1       | 1            | 0            | 7        | 1      |
| A. Vicariotto   | 12       | 3       | 1            | 0            | 13       | 3      |
| S. Vitali       | 1        | 0       | 0            | 0            | 1        | 0      |
| F. Zagatti      | 24       | 0       | 2            | 0            | 26       | 0      |